# گارت وسترهوت
گارت وسترهوت (انگلیسی: Gart Westerhout; ۱۵ ژوئن ۱۹۲۷ – ۱۴ اکتبر ۲۰۱۲) اخترشناس هلندی-آمریکایی بود. او  مدت‌ها پیش  از اتمام تحصیلات دانشگاهی خود در لیدن، قبلاً در سطح بین‌المللی به عنوان یک اخترشناس رادیویی در هلند تثبیت شده بود و در مطالعات منابع رادیویی و کهکشان راه شیری بر اساس مشاهدات گسیل‌های پیوسته رادیویی و تابش خط طیفی 21 سانتی متری تخصص داشت. که از هیدروژن بین ستاره‌ای سرچشمه می‌گیرد. او به ایالات متحده مهاجرت کرد، تابعیت خود را دریافت کرد و چندین سمت مهم علمی و مدیریتی در مؤسسات دانشگاهی و دولتی داشت.
او به دریافت مدرک فیزیک و نجوم نائل شد: Cand (۱۹۵۰) و در Dr. (۱۹۵۴) و دکترا. در سال ۱۹۵۸ در نجوم و فیزیک. دستاوردهای علمی قابل توجه او عبارتند از: کاتالوگ قابل توجه وسترهوت از منابع رادیویی گسیل پیوسته، که توسط آن نام‌های عددی "W" هنوز به چنین منابعی ارجاع داده می‌شود (به عنوان مثال وسترهوت ۴۹ را ببینید)، که با آن زمان انجام شد. تلسکوپ جدید دوینگلو؛ و بررسی او از هیدروژن خنثی در قسمت‌های بیرونی کهکشان ما.  کار پیشگام او با همکارانش، اولین نشانه‌های ساختار مارپیچی در گاز بین ستاره‌ای را نشان داد، چرخش دیفرانسیل را در کهکشان ما آشکار کرد و یک سیستم مختصات کهکشانی اصلاح‌شده را ایجاد کرد که هنوز در حال استفاده است.